# Les Sièges
Les Sièges és un municipi francès, situat al departament del Yonne i a la regió de Borgonya - Franc Comtat. L'any 2007 tenia 432 habitants.

## Demografia

### Població
El 2007 la població de fet de Les Sièges era de 432 persones. Hi havia 168 famílies, de les quals 52 eren unipersonals (20 homes vivint sols i 32 dones vivint soles), 56 parelles sense fills, 52 parelles amb fills i 8 famílies monoparentals amb fills.
La població ha evolucionat segons el següent gràfic:
Habitants censats

### Habitatges
El 2007 hi havia 247 habitatges, 180 eren l'habitatge principal de la família, 43 eren segones residències i 24 estaven desocupats. 239 eren cases i 3 eren apartaments. Dels 180 habitatges principals, 132 estaven ocupats pels seus propietaris, 40 estaven llogats i ocupats pels llogaters i 8 estaven cedits a títol gratuït; 4 tenien una cambra, 16 en tenien dues, 35 en tenien tres, 47 en tenien quatre i 78 en tenien cinc o més. 117 habitatges disposaven pel capbaix d'una plaça de pàrquing. A 94 habitatges hi havia un automòbil i a 68 n'hi havia dos o més.

### Piràmide de població
La piràmide de població per edats i sexe el 2009 era:
| Homes | Edats   | Dones |
| ----- | ------- | ----- |
| 0     | 95 o +  | 0     |
| 0     | 90 a 94 | 0     |
| 8     | 85 a 89 | 8     |
| 0     | 80 a 84 | 0     |
| 4     | 75 a 79 | 8     |
| 12    | 70 a 74 | 8     |
| 20    | 65 a 69 | 16    |
| 16    | 60 a 64 | 12    |
| 8     | 55 a 59 | 20    |
| 8     | 50 a 54 | 12    |
| 4     | 45 a 49 | 8     |
| 4     | 40 a 44 | 16    |
| 40    | 35 a 39 | 16    |
| 8     | 30 a 34 | 24    |
| 20    | 25 a 29 | 16    |
| 12    | 20 a 24 | 8     |
| 28    | 15 a 19 | 4     |
| 24    | 10 a 14 | 24    |
| 0     | 5 a 9   | 24    |
| 20    | 0 a 4   | 12    |

## Economia
El 2007 la població en edat de treballar era de 259 persones, 188 eren actives i 71 eren inactives. De les 188 persones actives 168 estaven ocupades (94 homes i 74 dones) i 20 estaven aturades (9 homes i 11 dones). De les 71 persones inactives 30 estaven jubilades, 15 estaven estudiant i 26 estaven classificades com a «altres inactius».

### Ingressos
El 2009 a Les Sièges hi havia 180 unitats fiscals que integraven 416 persones, la mediana anual d'ingressos fiscals per persona era de 17.367,5 €.

### Activitats econòmiques
Dels 15 establiments que hi havia el 2007, 1 era d'una empresa extractiva, 1 d'una empresa alimentària, 1 d'una empresa de fabricació d'altres productes industrials, 4 d'empreses de construcció, 5 d'empreses de comerç i reparació d'automòbils, 1 d'una empresa d'hostatgeria i restauració i 2 d'empreses immobiliàries.
Dels 6 establiments de servei als particulars que hi havia el 2009, 1 era una fusteria, 2 lampisteries, 1 restaurant i 2 agències immobiliàries.
Dels 2 establiments comercials que hi havia el 2009, 1 era una botiga de menys de 120 m² i 1 una fleca.
L'any 2000 a Les Sièges hi havia 9 explotacions agrícoles.

## Equipaments sanitaris i escolars
El 2009 hi havia una escola elemental.

## Poblacions més properes
El següent diagrama mostra les poblacions més properes.